# IC 635
IC 635 је спирална галаксија у сазвјежђу Лав која се налази на листи објеката дубоког неба у Индекс каталогу.
Деклинација објекта је + 15° 38' 36" а ректасцензија 10h 41m 45,3s. Привидна величина (магнитуда) објекта IC 635 износи 14,2 а фотографска магнитуда 15,1. IC 635 је још познат и под ознакама UGC 5821, MCG 3-27-69, CGCG 94-102, IRAS 10390+1554, PGC 31858.